# Splanchnonema foedans
Splanchnonema foedans är en svampart som tillhör divisionen sporsäcksvampar, och som först beskrevs av Fr., och fick sitt nu gällande namn av Carl Ernst Otto Kuntze. Splanchnonema foedans ingår i släktet Splanchnonema, och familjen Pleomassariaceae. Arten är reproducerande i Sverige.